# 1992-es közép-európai kupa
Az 1992-es közép-európai kupa a Közép-európai kupa történetének ötvenkettedik, és egyben utolsó kiírása volt. A sorozatban Csehszlovákia, Jugoszlávia, Magyarország és Olaszország 1-1 csapata képviseltette magát. A csapatok kupa rendszerben döntötték el a továbbjutást.
A kupát a Borac Banja Luka nyerte el, története során első alkalommal.

## Elődöntő
| Csapat #1     | Eredmény           | Csapat #2          |
| ------------- | ------------------ | ------------------ |
| Foggia        | 2 – 2 (b.u. 2 – 4) | Borac Banja Luka   |
| BVSC Budapest | 0 – 0 (b.u. 6 – 5) | DAC Dunaszerdahely |

| 1992. május 27. 20:30 |

| BVSC Budapest                               | 0–0   | DAC Dunaszerdahely                           |
| ------------------------------------------- | ----- | -------------------------------------------- |
|                                             | (0–0) |                                              |
| Büntetőpárbaj                               |       |                                              |
| Farkas Huszák Erdélyi Várhidi Balogh Króner | 6–5   | Šimon Mintál Jančula Radványi Diňa Zsákovics |

| Stadio Pino Zaccheria, Foggia Játékvezető: Marcello Nicchi (olasz) |

| BVSC BUDAPEST:   |   |                       |  |     |
|                  |   |                       |  |     |
| GK               |   | Erdélyi Károly        |  |     |
| DF               |   | Króner Péter          |  |     |
| DF               |   | Nahóczky Attila       |  |     |
| DF               |   | Vaszil Iscsak         |  | 87' |
| MF               |   | Olekszandr Nyikiforov |  |     |
| MF               |   | Ihor Szaveljev        |  |     |
| MF               |   | Tuboly Frigyes        |  | 72' |
| MF               |   | Huszák Zsolt          |  |     |
| FW               |   | Molnár Ferenc         |  |     |
| FW               |   | Borgulya István       |  |     |
| FW               |   | Viktor Gracsov        |  | 71' |
| Cserék:          |   |                       |  |     |
| DF               | ' | Várhidi Péter         |  | 87' |
| MF               | ' | Farkas József         |  | 72' |
| FW               | ' | Balogh Zoltán         |  | 71' |
| Vezetőedző:      |   |                       |  |     |
| Kisteleki István |   |                       |  |     |

| DAC DUNASZERDAHELY: |   |                  |  |     |
|                     |   |                  |  |     |
| GK                  |   | Jiří Jurčík      |  |     |
| DF                  |   | Miloš Tomáš      |  |     |
| DF                  |   | Rostislav Prokop |  |     |
| DF                  |   | Juraj Mintál     |  |     |
| DF                  |   | Pintér Attila    |  | 46' |
| MF                  |   | Zsákovics Tibor  |  |     |
| MF                  |   | Rudolf Pavlík    |  |     |
| MF                  |   | Július Šimon     |  |     |
| FW                  |   | Pavol Diňa       |  |     |
| FW                  |   | Tibor Jančula    |  |     |
| FW                  |   | Štefan Maixner   |  |     |
| Cserék:             |   |                  |  |     |
| MF                  | ' | Radványi Miklós  |  | 46' |
| Vezetőedző:         |   |                  |  |     |
| Szikora György      |   |                  |  |     |

## Döntő
| 1992. május 29. 17:00 |

| Borac Banja Luka                                    | 1–1   | BVSC Budapest                         |
| --------------------------------------------------- | ----- | ------------------------------------- |
| Filipovic 8'                                        | (1–0) | Nyikiforov 65'                        |
| Büntetőpárbaj                                       |       |                                       |
| Šašivarević Štavljanin Filipovic Bilbija Simeunović | 5–3   | Erdélyi Nahóczky Attila Farkas Huszák |

| Stadio Pino Zaccheria, Foggia Nézőszám: 2000 Játékvezető: Roman Steindl (osztrák) |

| BORAC BANJA LUKA: |   |                    |  |            |
|                   |   |                    |  |            |
| GK                |   | Milan Simeunović   |  | Sárga lap  |
| DF                |   | Stojan Malbašić    |  | lecserélve |
| DF                |   | Mario Mataja       |  | 67'        |
| DF                |   | Milorad Bilbija    |  | Sárga lap  |
| DF                |   | Goran Đukić        |  | Sárga lap  |
| DF                |   | Zvonko Lipovac     |  |            |
| MF                |   | Amir Kaltak        |  | Sárga lap  |
| MF                |   | Fuad Šašivarević   |  | Sárga lap  |
| MF                |   | Vitomir Štavljanin |  |            |
| MF                |   | Ljubisa Sušić      |  | 46'        |
| FW                |   | Almir Filipovic    |  |            |
| Cserék:           |   |                    |  |            |
| DF                | ' | Veselin Kovačević  |  | becserélve |
| DF                | ' | Admir Sušić        |  | 46'        |
| DF                | ' | Samir Habibović    |  | 67'        |
| Vezetőedző:       |   |                    |  |            |
| Zoran Smileski    |   |                    |  |            |

| BVSC BUDAPEST:   |   |                       |  |           |
|                  |   |                       |  |           |
| GK               |   | Erdélyi Károly        |  |           |
| DF               |   | Króner Péter          |  | Sárga lap |
| DF               |   | Nahóczky Attila       |  |           |
| DF               |   | Vaszil Iscsak         |  |           |
| MF               |   | Olekszandr Nyikiforov |  |           |
| MF               |   | Ihor Szaveljev        |  |           |
| MF               |   | Garas Zoltán          |  | Sárga lap |
| MF               |   | Tuboly Frigyes        |  | 46'       |
| MF               |   | Huszák Zsolt          |  |           |
| FW               |   | Molnár Ferenc         |  | 116'      |
| FW               |   | Viktor Gracsov        |  | 116'      |
| Cserék:          |   |                       |  |           |
| DF               | ' | Várhidi Péter         |  | 116'      |
| MF               | ' | Farkas József         |  | 116'      |
| FW               | ' | Borgulya István       |  | 46'       |
| Vezetőedző:      |   |                       |  |           |
| Kisteleki István |   |                       |  |           |